# Space rock
Space rock, ibland kallad rymdrock på svenska, är en subgenre till den progressiva rocken. 
Genren uppkom under tidig 70-tal då band som Pink Floyd och Hawkwind kombinerade psykedelisk musik med progressiv rock. Space rock kännetecknas av långa, flytande låtar som ofta bygger på långa jam och inslag av frijazz. Många av banden var även inspirerade av indisk och österländsk musik och det var vanligt att använda tidiga synthesizer, förvrängda röster och mycket ekon för att skapa en känsla av rymden.
Även om genren hade sin storhetstid i början av 1970-talet med Pink Floyd, David Bowie och Hawkwind som främsta företrädare, finns det fortfarande ett fåtal band som spelar space rock, till exempel Porcupine Tree och Ozric Tentacles. I Skandinavien finns bland andra Öresund Space Collective.

## Exempel på spacerocklåtar
- "See Emily Play" – Pink Floyd
- "Silver Machine" – Hawkwind
- "Space Odity" – David Bowie
- "Rocket Man" – Elton John